# Laxdæla saga

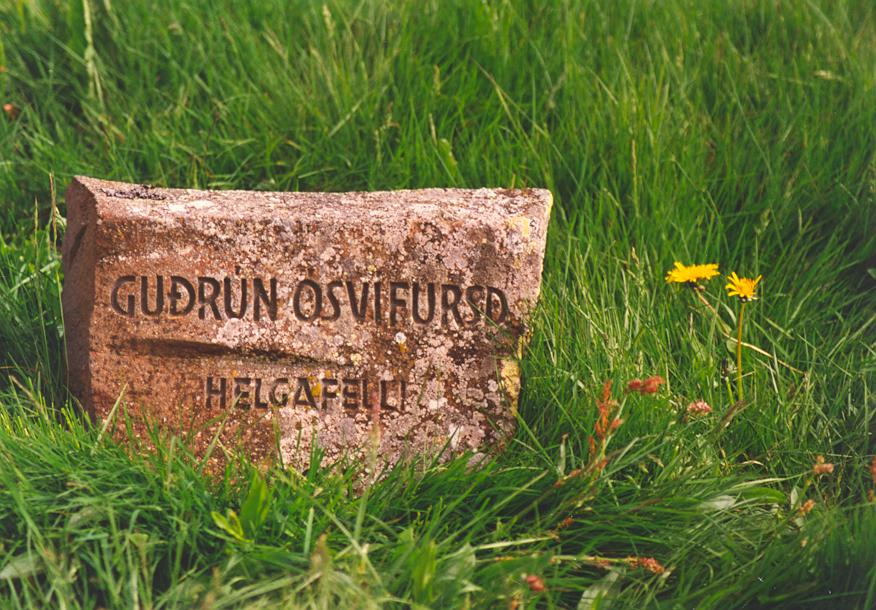
Gedenkstein der Guðrún am Helgafell (Helgafellssveit) auf Snæfellsnes

Die Laxdæla saga, die Saga von den Bewohnern des Laxárdalr ('Lachsflußtal'), ist ein literarisches Werk des 13. Jahrhunderts. Sie steht gleichberechtigt neben anderen großen Sagas wie der Njáls saga, der Grettis saga oder der Egils saga, und bildet einen Höhepunkt der isländischen Erzählkunst des Mittelalters. Sie ist die erste Familienchronik, die bewusst zu einem literarischen Werk ausgearbeitet ist. Die Laxdæla saga gehört zu den längsten und komplexesten der Isländersagas. Sie thematisiert Ereignisse, die zwei der einflussreichsten Familien am Hvammsfjörður im 9. Jahrhundert bis ins 11. Jahrhundert betreffen, und die sich über sieben Generationen erstrecken.

## Entstehung und Verfasser
Die Laxdæla saga wurde sehr wahrscheinlich zwischen 1230 und 1250 verfasst, bezieht sich aber auf eine sehr viel frühere Zeit, denn die Genealogien der Saga reichen nur bis ins 11. Jahrhundert. Die Saga schließt die für die isländische Geschichte so bedeutende Christianisierung (um 999 oder 1000) ein.

Als Quelle für die Komposition seiner Saga benutzte der Autor sehr wahrscheinlich die mündliche Überlieferung. Das Material für seine Genealogien entlehnte er der Landnámabók. Die Sicht auf die isländische Gesellschaft ähnelt der in der Íslendingabók. Die in der Saga geschilderten Ereignisse liegen bis zu 300 Jahre zurück und sollen sich in Westisland (im Westviertel), im Gebiet des Breiðafjörður und des Borgarfjörður, insbesondere in der Umgebung von Hjarðarholt und Helgafell, zugetragen haben.

Der Autor der Laxdæla saga ist unbekannt geblieben. Er muss aber ein viel belesener, gebildeter Mann gewesen sein, der in seiner Saga geschickt die Stilmittel der kirchlichen Literatur seiner Zeit einsetzte. Er war wahrscheinlich ein Geistlicher, der sich aber auch von den mittelalterlichen Ritterromanen, die seit dem 13. Jahrhundert zunehmend ins Isländische übersetzt wurden, inspirieren ließ.

## Stilistische Mittel
In seiner Saga verwendet der Autor eine auktoriale Erzählsituation: er ist gleichzeitig Erzähler (Auctor), Schöpfer und Erfinder seiner Geschichte, ein allwissender Erzähler, der selbst nicht an der Handlung teilnimmt. So weiß er immer genau, was seinen Protagonisten zustößt, gleichgültig zu welcher Zeit und an welchem Ort. Er kommentiert das Geschehene und mischt sich in die Ereignisse ein. Seine Sicht auf den Handlungsablauf bleibt dabei äußerlich, ein Perspektivenwechsel – innere Befindlichkeit, äußere Realität – findet nicht statt. Er berichtet unpersönlich, ohne je selbst aktiv das Wort zu ergreifen. Erkennbar ist der auktoriale Erzähler auch an dem durchdachten Textaufbau einer Isländersaga. Wirklichkeitsnähe und naturalistische Lebendigkeit charakterisieren die Laxdæla saga, wie jede andere Sagas der gleichen Gattung.
Die inneren Prozesse seiner Protagonisten artikuliert der Autor in knappen, aber sehr präzisen Dialogen. Die Personen der Saga porträtiert er deutlich in ihren hervorragendsten Eigenschaften, Fähigkeiten und Kompetenzen, Stärken und Schwächen. Er macht sie durch Kleidung, Aussehen und Auftreten lebendig und als Persönlichkeiten für seine Leser wahrnehmbar. Seine persönliche Einstellung und Meinung, hinsichtlich Handlung und Kommunikation sowie der Qualität der Beziehungen seiner Protagonisten, verbirgt er geschickt hinter dem Urteil der Allgemeinheit, meist enthält er sich subjektiver Stellungnahme und Kommentar.
Die narrative Wirklichkeitsaussage der Laxdæla saga spiegelt dem Leser eine echte Realität vor, in der die Erzählsituation durch Zeit und Ort festgelegt ist. In seinem kulturspezifischen historischen Bewusstsein verfasst der Autor seine Saga so, als ob er sie selbst erlebt hätte, und nur im Zusammenhang mit ihm selbst gesehen werden kann.
Die Laxdæla saga ist eine charakteristische Isländersaga. Der Autor gliedert sie, vielleicht der Poetik des Aristoteles folgend, in drei Abschnitte:
- den Prolog, eine chronikartige Einführung, der die beteiligten isländischen Familien einführt und ihre genealogischen Beziehungen klärt;
- den Hauptteil, der um das Leben der Guðrún Ósvífrsdóttir kreist;
- den Epilog, der sich in der Märchenwelt der völlig fiktionalen Ritterromane verliert (Riddarasögur).

Die Nebenschauplätze schmückt der Autor mit höfischen Erzählungen, so dass die Personen der Saga in die der isländischen Gesellschaft fern liegende höfische Kultur mit ihren Idealen entrückt werden. Exemplarisch vertreten ist diese Kultur durch den norwegischen Königshof, den die Protagonisten der Saga in jeder Generation aufsuchen, und wo sie durch den jeweils regierenden König ehrenvoll empfangen werden. Besonders auffällig gestaltet der Autor dieses Element im Aussehen, in der Ausstrahlung und den männlichen Tugenden von Kjartan Ólafsson pái, Bolli Þorleiksson sowie Bolli Bollason, deren Ritterlichkeit imponiert. Auch zwei wichtige Frauen sind dem höfischen Ideal nachempfunden: Guðrún Ósvifrsdóttir und Hrefna Ásgeirsdóttir, mit kontrastierenden Persönlichkeiten: Guðrún, so schön und leidenschaftlich wie rücksichtslos, und Hrefna, gefühlvoll und sensibel, die, anders als ihre Gegenspielerin Guðrún, ihren Schmerz über den Verlust von Kjartan nicht in Handlung umsetzen kann und deshalb an ihrem Leid zerbricht, während Guðrún durch ihren Schmerz hart und kompromisslos wird.
Kleidung, Lebensweise und Dialogführung der Hauptpersonen der Saga erinnern ebenfalls an die späteren Riddarasögur.

## Synopsis

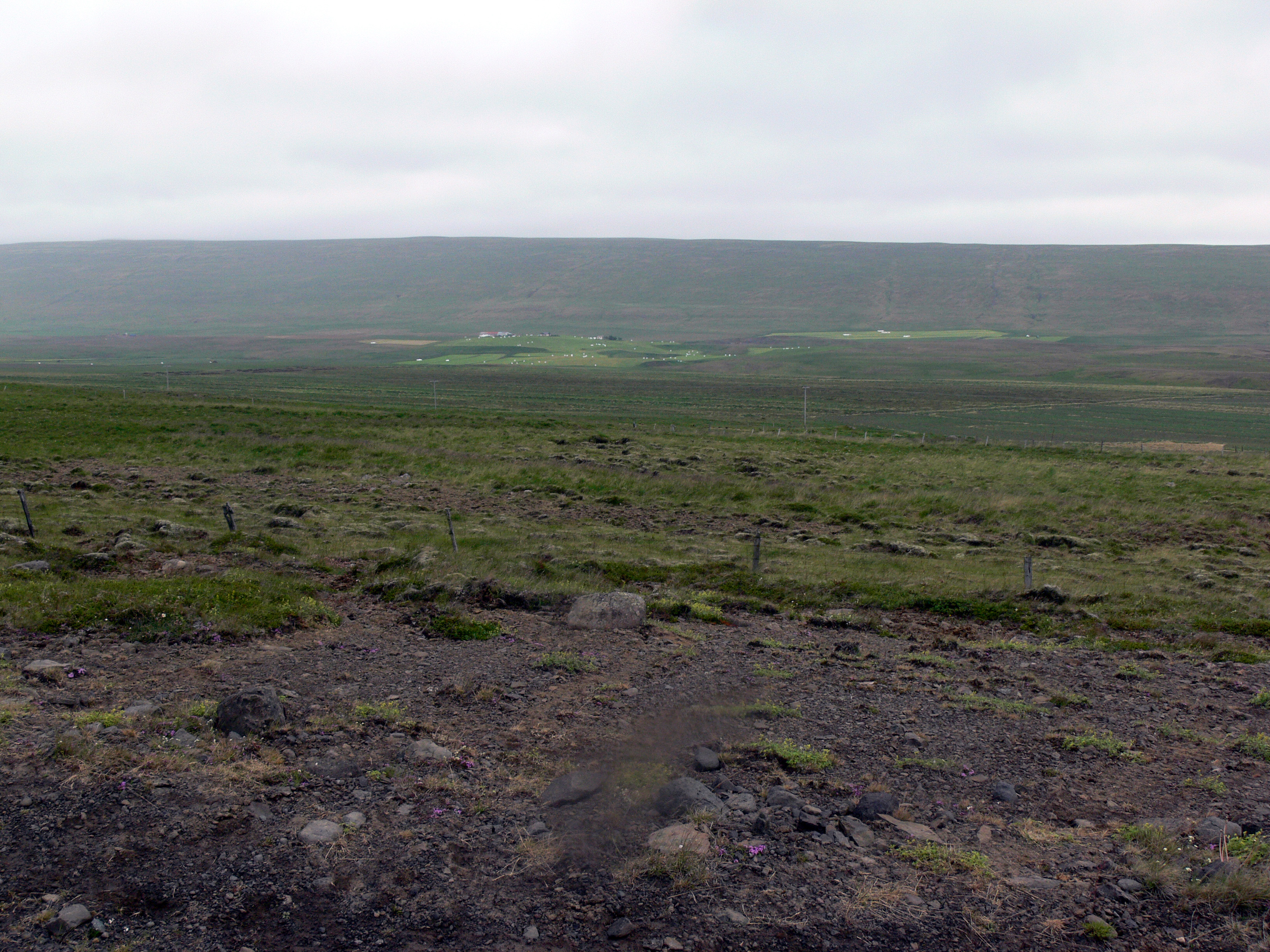
Blick über Laxárdalur nach Höskuldsstaðir.

Die Laxdæla saga fokussiert auf die Nachkommenschaft des Ketill flatnefr, eines einflussreichen Hersen aus Raumsdalr in Westnorwegen, der mit seiner Tochter Unnr djúpúðga und anderen Verwandten vor den Macht- und Territorialansprüchen von König Haraldr hárfagra (Schönhaar) nach Schottland flieht. Seine Söhne, die von den unbegrenzten Siedlungsmöglichkeiten auf Island gehört haben, segeln dorthin. Nach dem Tod ihres Vaters zieht Unnr auf die Orkneys und Färöer weiter, und von dort schließlich auch nach Island in den Breiðafjörður, wo sie sich in Hvammr ansiedelt. Dort verheiratet sie ihre Enkelin Þorgerðr mit einem gewissen Kollr und gibt ihr als Mitgift Land im Laxárdalr. Ihr beider Sohn ist Höskuldur. Nachdem Unnr ihre Gefolgsleute versorgt und ihren Enkel Ólafr feilan verheiratet hat, stirbt sie. Kollr stirbt bald nach ihr, und Höskuldr übernimmt den elterlichen Hof und nennt ihn Höskuldsstaðir. Höskulds Mutter Þorgerðr reist nach Norwegen zu ihren Verwandten, wo sie den reichen Lehnsmann Herjólfr heiratet. Ihr gemeinsamer Sohn ist Hrútr. Nach Herjólfrs Tod kehrt sie zu Höskuldr nach Island zurück und bleibt bis zu ihrem Tod dort. Höskuldr übernimmt nach Þorgerðs Tod auch das Erbe seines Halbbruders Hrútr. Höskuldr heiratet Jórunn Bjarnardóttir und hat mit ihr vier Kinder: Þorleikr, Bárðr, Hallgerðr und Þuríðr.
Höskuldr, der ein mächtiger und einflussreicher Mann geworden war, verspricht seinen Nachbarn Unterstützung gegen den Unruhestifter Víga-Hrappr, fährt aber dann nach Norwegen um Bauholz einzukaufen. In Norwegen erwirbt er auch die stumme Sklavin Melkorka von einem russischen Kaufmann. Nach der Rückkehr nach Island wird Ólafr pái geboren, Höskulds Sohn von Melkorka, die sich als irische Prinzessin, Tochter des Irenkönigs Mýrkjartan, zu erkennen gibt.
Der erste ernsthafte Konflikt zwischen den Nachkommen des Ketill flatnefr entzündet sich zwischen den Halbbrüdern Höskuldr und Hrútr um das gemeinsame Erbe. Höskulds Besitzstreben verletzt die Rechte Hrúts.

Hrútr, der lange bei seinen Verwandten in Norwegen lebte, kommt schließlich auch nach Island, und fordert von Höskuldr sein Muttererbe, das dieser ihm aber verweigert. Nach Jahren geduldigen Wartens stiehlt Hrútr mit einer Schar angeworbener Männer einen Teil von Höskulds Vieh und tötet bei einer Auseinandersetzung einige der Knechte Höskulds, die dem Vieh nachjagen, um es zurückzugewinnen. Auf den Rat seiner Frau Jórunn vergleicht sich Höskuldr mit seinem Halbbruder Hrútr; der Streit zwischen beiden wird beigelegt.

Höskulds Kinder werden erwachsen, und Melkorka sendet Ólafr pái zu ihrem Vater nach Irland. Ólafr beschließt allerdings vorher nach Norwegen, zu König Harald Graumantel, zu reisen, um sich am Hof vorzustellen. Nach Island zurückgekehrt heiratet er Þorgerðr Egilsdóttir, die Tochter des Skalden Egill Skallagrímsson. Sie haben fünf Kinder: Þuríðr, Kjartan, Halldórr, Steinþórr, Bergþóra und Þorbjörg.
Die Eskalation des Konflikts zwischen den beiden Brüdern wird durch die problematische Beziehung zwischen Þorleikr, Höskulds Sohn, und seinem Onkel Hrútr weiter angeheizt.
Hrútr siedelt einen seiner Freigelassenen auf Höskulds Land an. Þorleikr erschlägt den Mann und nimmt das Land selbst in Besitz.

Ungefähr zur selben Zeit wird Bolli geboren, Þorleiks Sohn und Höskulds Enkel. Aber schon kurz darauf stirbt Höskuldr, der seinen Besitz seinem Sohn Ólafr pái hinterlässt, Sohn der Melkorka und Halbbruder Þorleiks. Dieser ist über seines Vaters Entscheidung erzürnt, und überwirft sich mit Ólafr. Um sich mit seinem Halbbruder Þorleikr zu versöhnen, übernimmt er die Erziehung von Bolli, wodurch er sich Þorleikr sozial unterordnet.
Kjartan, der Sohn von Ólafr und Þorgerðr, wird geboren, und Bolli und Kjartan wachsen als Ziehbrüder gemeinsam in Ólafrs Haus auf.

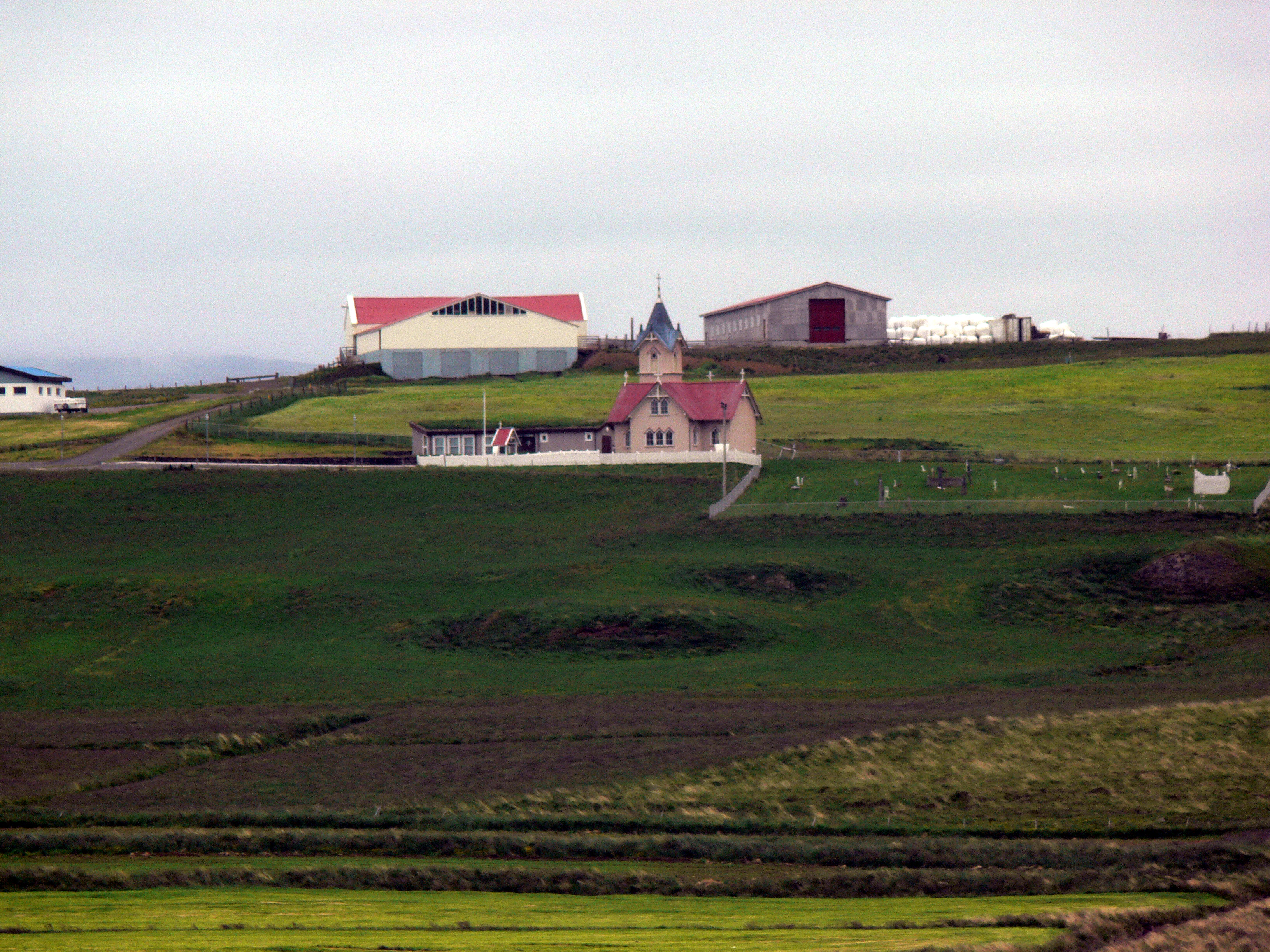
Hjarðarholt, der Wohnsitz erst Ólafur páis, dann seines Sohnes Kjartan.

Ólafr kauft sich auf einem Handelsschiff ein und reist erneut nach Norwegen, wo er Geirmundr trifft und diesen gezwungenermaßen mit zurück nach Island nimmt. Geirmundr wirbt um Ólafs Tochter Þuríðr, die er schließlich gegen Ólafrs Willen, aber mit Unterstützung ihrer Mutter Þorgerðr heiratet. Aber schon nach drei Jahren verlässt Geirmundr seine Frau Þuríðr und segelt zurück nach Norwegen. Eine Windstille im Breiðafjörður verzögert die Abreise Geirmunds, so dass es Þuríðr gelingt, ihm sein Schwert Fótbítr, seinen wertvollsten Besitz, zu stehlen. Geirmundr belegt dieses Schwert mit einem schrecklichen Fluch: Es soll den Mann aus ihrem Geschlecht töten, dessen Tod die Familie am meisten schmerzt. Dieses Schwert schenkt Þuríðr Bolli, dem Pflegesohn Ólafrs.

Nachdem Ólafr den Ochsen Harri geschlachtet hat, erscheint ihm eine Frau im Traum und weissagt ihm den Tod seines Sohnes Kjartan, als Buße für den Tod ihres Sohnes Harri.
Nun wendet sich der Autor dem Geschlecht der Laugarmenn zu und führt Guðrún in die Handlung ein, die in der Folge von bedeutungsschweren Träumen heimgesucht wird. Ein Freund ihres Vaters Ósvífr, der weise Gestr Oddleifsson, deutet Guðrúns Träume als ihre vier zukünftigen Hochzeiten. Etwas später sieht er Kjartan und Bolli in einer Gruppe anderer Jugendlicher und weissagt, dass Bolli seinen Ziehbruder Kjartan erschlagen wird.

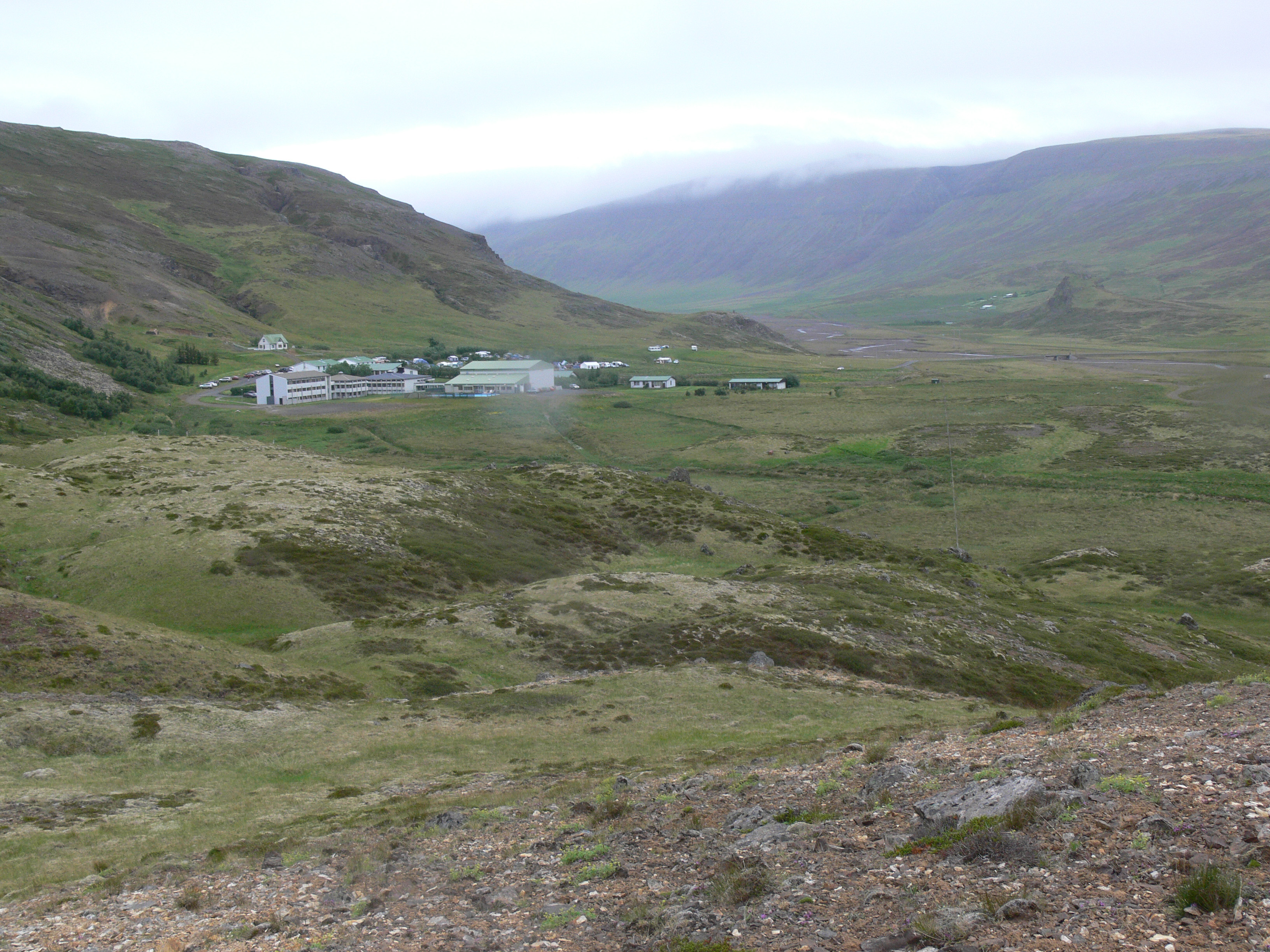
Laugar, der Wohnsitz Bollis. Daneben das Tal Sælingsdalur, an dessen Ende ein Hof gleichen Namens liegt, wo Guðrún geboren wurde.

Guðrúns erste Heirat mit Þorvaldr Halldórsson endet sehr schnell mit der von ihr selbst provozierten Scheidung. Darauf heiratet sie Þórðr Ingunnarson, der sich von seiner Frau Auðr getrennt hat. Auðr, aus Wut und Enttäuschung, verübt einen Mordanschlag auf Þórðr, der aber misslingt. Wenig später ertrinkt Þórðr in einem Sturm, den der Zauberer Kotkell heraufbeschwor. Daraufhin vertreibt Gestr Kotkell und seine Söhne, aber Þorleikr Höskuldsson siedelt ihn auf seinem Land wieder an, wofür ihm Kotkell einige wertvolle Pferde überlassen muss, die Þorleikr begehrt.

Ein gewisser Eldgrímr versucht die Pferde in seinen Besitz zu bringen, wird aber von Þorleiks Onkel, Hrútr, gestellt und erschlagen. Þorleikr wertet dies als einen Übergriff, wirft seinem Onkel vor, ihm die berechtigte Rache an Eldgrímr missgönnt zu haben, und überwirft sich erneut mit ihm. Aus Rache bewegt er die Kotkell-Leute dazu, Hrút zu entehren. Diese setzen einen Schadenzauber in Gang, bei dem Hrúts Sohn Kari getötet wird. Hrútr und Ólafr töten Kotkell und seine Familie, aber Ólafr pái kann für eine gewisse Zeit Frieden zwischen seinen Verwandten stiften, veranlasst aber seinen Sohn Þorleikr, Island zu verlassen, damit er der Rache Hrúts entgeht.
Den Höhepunkt der Konflikte zwischen den Verwandten bildet die tragische Konstellation Kjartan – Guðrún – Bolli.

Kjartan und Guðrún verlieben sich und regeln ihre Beziehung. Anschließend verlassen er und Bolli Island und reisen an den norwegischen Königshof. Nach Monaten kehrt Bolli alleine zurück und verbreitet in Island das Gerücht von einer Affäre zwischen Kjartan und Ingibjörg, der Tochter des norwegischen Königs Ólafr Tryggvason. Durch diese List gewinnt Bolli Guðrún zur Frau. Kjartan wird vom König erst später entlassen. Bei seiner Abreise erhält er ein Schwert vom König und ein Kopftuch von der Prinzessin. In Island angekommen, fühlt er sich um seine Liebe betrogen.
Nur mit Hilfe seiner Autorität kann Ólaf nach der Rückkehr Kjartans den Konflikt für einige Zeit unterdrücken. Kjartan heiratet Hrefna Ásgeirsdóttir aus dem Nordwesten Islands.

Mit dieser Situation erreicht der Konflikt seinen endgültigen Höhepunkt. Kjartan und Guðrún fügen sich nun gegenseitig Kränkungen zu, um die soziale Position des jeweils anderen zu schmälern und die Ehre zu verletzen.

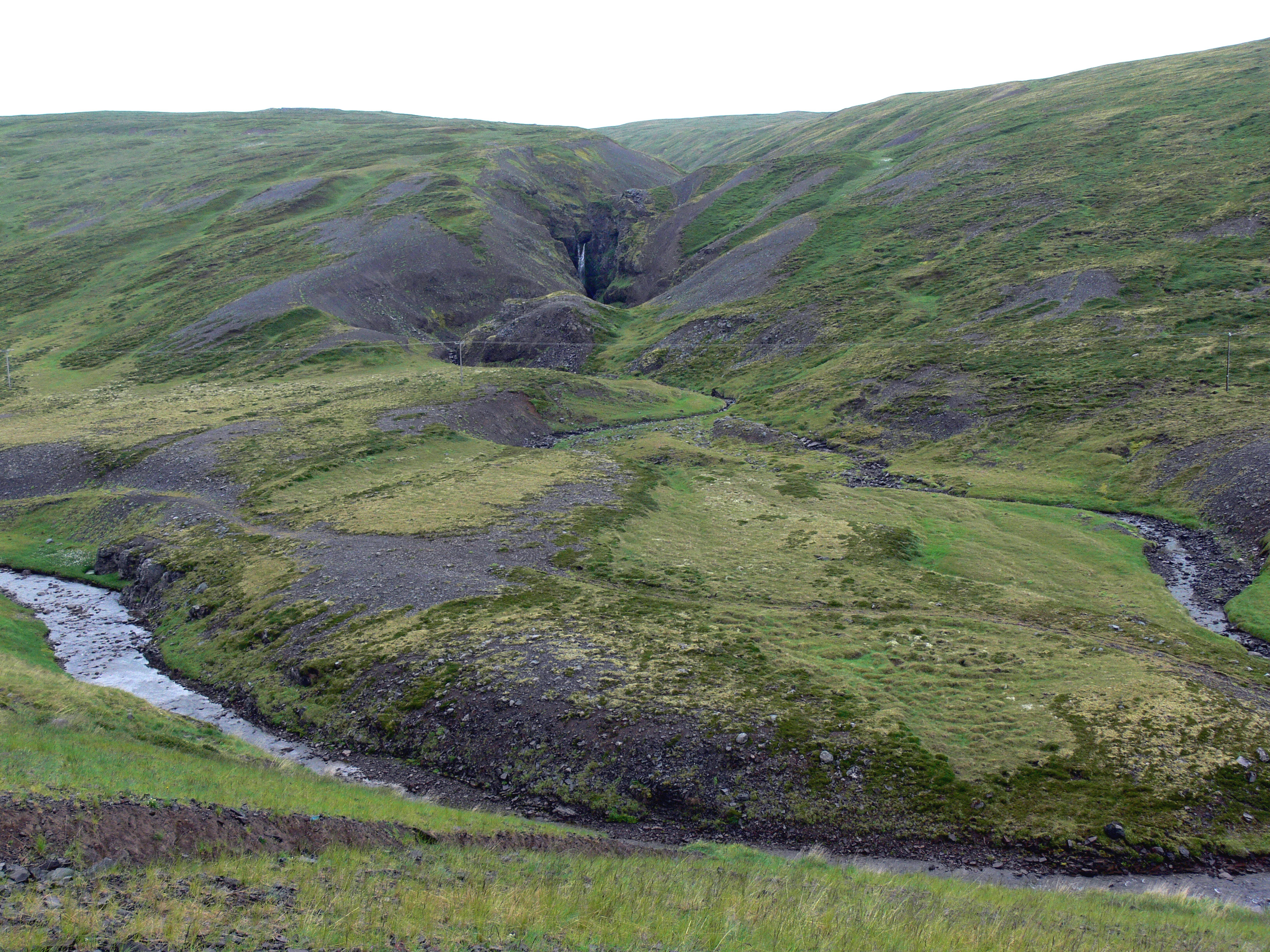
Hafragil, eine Schlucht in Svinadal, durch die Kjartan von einer Reise zurückkehrt. Die Leute von Laugar und Bolli legten hier ihren Hinterhalt.

Guðrún hetzt ihre Brüder, die Ósvífrsöhne, und Bolli auf, Kjartan in einem Hinterhalt aufzulauern und ihn zu erschlagen. Bolli versetzt Kjartan mit dem Schwert Fótbítr den Todesstreich, den dieser ohne Gegenwehr entgegennimmt. Kjartan stirbt in Bollis Armen. Zur Rache erschlagen Ólafr páis Söhne Þórhallas Söhne, Oddr und Steinn Þórhölluson, die bei dem Anschlag auf Kjartan aktiv mitgewirkt hatten.

Nach Kjartans Tod erzwingt sein Vater Ólafr einen weiteren Vergleich zwischen den Konfliktparteien. Er veranlasst, dass die Ósvífssöhne, Guðrúns Brüder, bis zum Tode der Brüder Kjartans geächtet werden. Bolli bleibt dieses Schicksal erspart, er kommt fürs Erste mit einer Entschädigung davon. Bis zu Ólafr páis Tod bleibt der durch seine Autorität erzwungene Friede stabil.
Nach dem Tod von Ólafr pái zerbricht der von ihm geschlossene Vergleich, und eine Fehde mit mehreren Totschlägen bricht zwischen den Familien und ihren Anhängern aus. Zur Rache hetzt diesmal Þorgerðr Egilsdóttir, Kjartans Mutter, nach dem Tod ihres Mannes, auf. Ihr Sohn Halldórr heuert Männer für einen Rachezug an. Bolli wird erschlagen.
Bolli Bollason, Bollis und Guðrúns Sohn, wird nach dem Tod seines Vaters geboren. Um weiterer Rache zu entgehen, wechselt Guðrún mit ihren beiden Söhnen auf den Rat des Goðen Snorri mit diesem den Wohnsitz. Snorri rät Guðrún auch, den einflussreichen Þorkell Eyjólfsson zu heiraten, der aber vorher noch eine Handelsreise nach Norwegen unternehmen will. Snorri und Guðrún planen einen Rachezug gegen die Ólafssöhne. Sie versichern sich dazu der Unterstützung eines gewissen Þorgils Hölluson, dem Guðrún in betrügerischer Absicht die Ehe verspricht. Zwei der am Totschlag Kjartans beteiligten Männer werden verpflichtet, an Þorgils Rachezug gegen Helgi Harðbeinsson teilzunehmen oder selbst erschlagen zu werden. Es gelingt Þorgils schließlich, Helgi zu töten.
Guðrún offenbart Þorgils ihr falsches Heiratsversprechen. Kurz darauf wird dieser als Reaktion auf den Totschlag an Helgi Harðbeinsson selbst erschlagen.
Guðrún heiratet den inzwischen nach Island zurückgekehrten Þorkell Eyjólfsson.
Ósvífr und Gestr sterben und werden in einem gemeinsamen Grab beerdigt.
Þorleikr, Bollis ältester Sohn, verlässt Island, und begibt sich an den norwegischen Königshof, wo er ein Gefolgsmann von Ólaf dem Heiligen wird. Guðrúns jüngster Sohn, Bolli, heiratet Snorris Tochter Þórðis. Snorri arrangiert als abschließende Versöhnung für die Erschlagung Bollis eine Geldbuße der Ólafssöhne.
Bolli folgt seinem Bruder nach Norwegen, reist aber von dort weiter nach Dänemark und Konstantinopel, während sein Bruder Þorleikr nach Island zurückkehrt.
Auch Þorkell Eyjólfsson reist erneut nach Norwegen, um Bauholz für eine Kirche zu holen, ertrinkt aber, als er das Bauholz in Island löschen will.
Snorri goði Þorgrímsson stirbt.

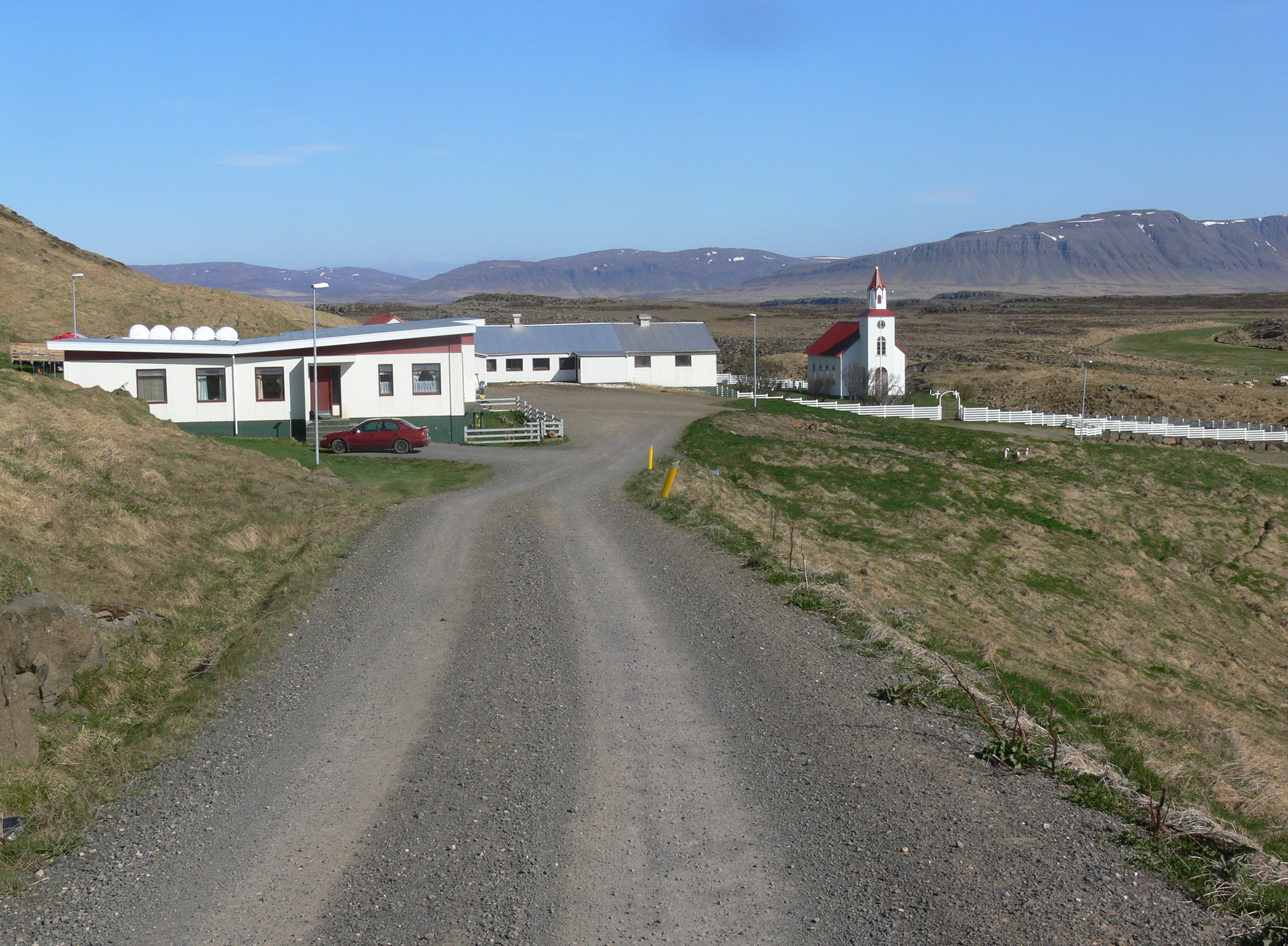
Hof und Kirche von Helgafell heute. Auf dem Friedhof hinter der Kirche wird das Grab Guðrúns gezeigt.

Ihr Alter verbringt Guðrún als fromme Christin in Helgafell (bei Stykkishólmur auf Snæfellsnes), wird Islands erste Nonne und Einsiedlerin, und stirbt hochbetagt.
Es gibt einen in Island berühmten Satz, der oft zitiert wird: Als Bolli einmal seine Mutter besuchte, fragte er sie eindringlich, wen sie, die doch viermal verheiratet war, am meisten geliebt habe. Darauf antwortete sie mit dem Vers:
„Þeim var ek verst, / er ek unna mest.“
„Dem war ich am schlimmsten, den ich am meisten geliebt habe.“
Rudolf Meißner überträgt:
„Dem schuf ich die bitterste Stunde, den ich liebte aus Herzensgrunde.“
womit Kjartan gemeint war, den sie von ihren Brüdern hatte erschlagen lassen.

## Kommentar

### Historizität
Die Verknüpfung der Laxdœla saga mit der historischen Geschichte beruht auf zwei Säulen: Die Landnahme und die Christianisierung. In der Sagakritik wurde besonders die Schilderung der Landnahme bezweifelt, weil sie in wesentlichen Punkten von der Landnáma und der Eyrbyggja saga abweicht. Der markanteste Unterschied besteht in der geringen Beachtung der Beziehungen der Ketill-Familie zur anderen Seite der Nordsee. Landnámabók und Eyrbyggja saga schildern, dass Ketill zunächst zu den Hebriden segelte und sich dort niederließ. Erst einige Jahre später kommen Ketils Kinder und der Schwiegersohn Helgi nach Island. In der Laxdœla saga ist es nur Ketill, der mit seiner Tochter Unnr und vielen seiner Freunde lossegelt und zwar nicht zu den Hebriden, sondern nach Schottland. Seine Söhne Bjørn und Helgi und Þórunn hyrna und Helgi inn magri segeln direkt nach Island. Unnrs Ehemann, der nach den anderen Quellen sich im Westen niederlässt, wird in der Laxdœla saga gar nicht erwähnt. Rolf Heller geht davon aus, dass der Verfasser die anderen Berichte kannte und bewusst verändert hat. Andere gehen von einer selbständigen Tradition aus. Wie auch immer, die Laxdœla saga betont den norwegischen Ursprung und vermindert die keltischen Beziehungen.
Die narrative Darstellung der Geschichte hat andere Maßstäbe als die Strukturanalyse und die Quellenkritik. Die Frage kann also nicht lauten, ob die dargestellten Ereignisse historisch sind, sondern wie der Verfasser „Geschichte“ verstand. Die Erzählung der Saga über die Auswanderung von Norwegen und über Melkorka ist nicht historisch in heutigem Sinne, aber sie beinhaltet eine Deutung der frühen isländischen Geschichte. Die Saga verweist zweimal auf Ari inn froði: Er wird einmal als Quelle für den Fall Þorsteins in Katanes angeführt, und am Ende der Saga wird er als Urenkel von Þorkell Eyjólfsson und Guðrún genannt. Auch in Aris Buch wird das keltische Element in der isländischen Gesellschaft wie in der Laxdœla saga unterdrückt. In der Íslendingabók nennt er vier repräsentative Landnahmefamilien und kennzeichnet alle vier als norwegisch. Unter diesen vieren sind Auðr Ketilsdóttirs und Helgi inn magris Familien, aber ohne Hinweis auf ihre Verbindungen in den keltischen Raum. So betont Ari den norwegischen Ursprung der Isländer. Aber er beschreibt ebenso die Trennung von der norwegischen Gesellschaft, indem er Island als ein Land mit eigenen Institutionen schildert, die auf eigenen gesonderten Beschluss das Christentum annimmt. Man kann davon ausgehen, dass die Darstellung in der Laxdœla saga über das Verhältnis zur keltischen und norwegischen Umwelt dem zeitgenössischen isländischen Selbstverständnis entsprach.

### Aussageabsicht
Ein Grundzug der Saga ist das Motiv der Ebenbürtigkeit der Familienbeziehungen im Kontrast zur hierarchischen Ordnung in Norwegen sowie die Propagierung innerisländischer Ehen und die Ablehnung von Nichtisländern als prinzipiell gefahrbringend. Die meisten Ehen sind unproblematisch, Ausdruck einer friedlichen Gesellschaftsordnung. Ehen, die die sozialen und geografischen Grenzen überschreiten, gelten von vornherein als konfliktträchtig. Das gilt besonders für die Heirat von Partnern, die reich, aber nicht ebenbürtig sind: Vigdís mit Þórðr und Guðrún mit Þorvaldr. Auch Guðrúns Ehe mit Bolli baut nicht auf Ebenbürtigkeit, zwar wohl von Geburt, aber nicht in der menschlichen Qualität. Kjartan ist der bessere Mann als Bolli. Das führt zu einem unvermeidbaren Konflikt. Die Generation der Landnehmer bekräftigt ihre Loslösung durch Ehen innerhalb des Landes und nicht mit Leuten aus Norwegen. Zwei solcher Ehen führen zum Konflikt: Zum einen Þorgerðrs, der Witwe Dala-Kolls, Ehe mit dem Norweger Herjólfr. Höskuldr, ihr Sohn, kritisiert die Reise seiner Mutter nach Norwegen und lehnt später das Erbrecht seines Halbbruders Hrútr ab. Der Streit wird zwar beigelegt, hat aber Folgen in der nächsten Generation. Der Halbnorweger Hrútr kommt nach Island in eine Gesellschaft, wo für ihn kein Platz vorgesehen ist, so dass er Vermögen und Prestige von anderen nehmen muss. Zum anderen die isländisch-norwegische Ehe zwischen Þuríðr und Geirmund: Óláfur pá ist dagegen und will auch Geirmund nicht nach Island mitnehmen. Es kommt zwar nicht zu ernsthaften Konsequenzen, weil der Vater und dessen Kind umkommen. Aber die symbolische Bedeutung ist unübersehbar. Die Frucht ist das Schwert Fótbítr, mit dem Kjartan später von Bolli erschlagen wird. Der Leser wird darauf vorbereitet, die Reise Kjartans nach Norwegen zu verstehen. Aber auch hier führt der zu nahe Kontakt zu Norwegen zum Unglück: Die Symbole, die er aus Norwegen mitbringt, sind das Schwert des Königs und das Kopftuch der Prinzessin. Beides symbolisiert einen Status, der keinen Platz in der isländischen Häuptlingsgesellschaft hat. Nicht nur die Symbole selbst, sondern auch deren Eigentümer müssen vernichtet werden.
Eheliche Verbindungen zwischen Isländern und Personen aus dem keltischen Raum kommen in der Handlung nicht vor. Zwar gibt es eine Ehe zwischen Eyvindr und der irischen Prinzessin Rafarta, aber deren Nachkommen spielen keine Rolle. Weder wird Álfdís von den Hebriden, die Frau von Ólafr feilan, erwähnt, noch erwähnt die Sage die Tatsache, dass Guðrún Ósvífsdóttir von König Bjólan abstammt, was beides im Landnámabók berichtet wird. Möglicherweise wollte er dieses Motiv erst in der Geschichte um Myrkjartan und Melkorka bringen. Die Gefahr, die aus dem irischen Element aufkommt, wird zuerst durch die Friedensstörung von Hrafn und Kotkell – nach Heller vom Autor erfundene Personen – die von den Hebriden stammen. Die keltischen Gebiete sind in der Saga prinzipiell feindlich dargestellt. Ólafrr pá kommt nach Irland und kann sich nur durch seine irischen Sprachkenntnisse und seine Abstammung vor den Angriffen der Bewohner retten. Melkorkas Geschichte wäre bedeutungslos, wenn sie nur eine irische Sklavin gewesen wäre. Aber dadurch, dass sie sich als irische Prinzessin herausstellt, gewinnt Ólafr pá seine besondere Stellung und seine besondere Qualität. Wenn Ólafr pá bei seiner Reise nach Irland das Angebot seines Großvaters, in Irland als König zu bleiben, angenommen hätte, so wäre die Blutfehde in Island ausgeblieben und der Saga hätte die Analyse der Prinzipien der Machtbalance in der isländischen Gesellschaft gefehlt. Deshalb ist es unwichtig, ob die Reise historisch ist. Die Saga erzählt von der Störung der Balance, die das Prinzip der isländischen Gesellschaft war.
Bei den Nachkommen Unnrs wird die unterschiedliche soziale Stellung zwischen Ólafr feilans als dem einzigen Sohn der Familie und der Tochter Þorgerðr dadurch gekennzeichnet, dass Ólafr den Haupthof Hvammr, sie jedoch Laxárdalr als Mitgift erhält. In der Erzählung kommt das auch dadurch zum Ausdruck, dass die Hochzeit Ólafrs ausführlich geschildert wird, während ihre Heirat mit Kollr nur erwähnt wird. Die schwerwiegendste Ursache dafür, dass die soziale Ordnung zerbricht, ist Ólafr pá, der sein soziales Prestige und sein Vermögen auf Kosten anderer erwirbt, was die Saga ausführlich schildert. Er erhält als unehelich Geborener Land, das die Nachkommen von Ólafr feilan als Erbe beanspruchen. Die Feier des Begräbnisbieres, das Ólafr pá für seinen Vater ausrichtet, gerät wesentlich festlicher als die Hochzeitsfeier von Unnr mit Ólafr feilan. Der Schwerpunkt verschiebt sich von den Nachkommen Ólafr feilans zu den Nachkommen Þorgerðrs und von Höskulds ehelichen Nachkommen zum Sohn der Sklavin Melkorka. Aber eine solche Verschiebung kann die isländische Gesellschaft nicht dulden, wie die Saga nun schildert. Schon dass Ólafr pá bei seinem Aufenthalt in Norwegen im Ansehen des Königs so hoch steigt, dass ihm sogar angeboten wird, die Schwester des Königs zu heiraten, muss bei seiner Heimkehr nach Island die prinzipielle Gleichheit der Familien stören, was letztendlich zur blutigen Fehde führt. Nach dem Tod kommt es zu weiteren Ehen, die die Geschichte weiterbringen. Aber von der Familie von Hjarðarholt hört man nichts mehr. Ihre Rolle war es, die Kräfte zu repräsentieren, die die isländische Gesellschaft in Gefahr brachten.

### Übersetzungen des Originaltextes
- Die Geschichte von den Leuten aus dem Lachswassertal (Laxdæla saga). Sammlung Thule, Altnordische Dichtung und Prosa, Bd. 6, übertragen von Rudolf Meißner, Jena, 1913.
- Laxdœla saga. Die Saga von den Leuten aus dem Laxardal, herausgegeben und aus dem Altisländischen übersetzt von Heinrich Beck, München, 1997.

### Hörbuch
- Sigrún Valbergsdóttir erzählt die Saga der Leute aus dem Lachsflusstal (Laxdæla saga) in: "Die Saga-Aufnahmen (I): Die Saga von Njáll (Njáls saga) / Die Saga der Leute aus dem Lachsflusstal (Laxdæla saga)", supposé, Berlin 2011, ISBN 978-3-86385-001-2 (deutsch)

### Sekundärliteratur zur Laxdæla saga
- Laxdœla saga. In: Theodore M. Andersson, The Icelandic Family Saga. An Analytic Reading, Harvard University Press, 1967:163-174.
- Gabriele Bensberg, Die Laxdœla saga im Spiegel christlich-mittelalterlicher Tradition, Diss., Frankfurt/M. 2000.
- Dorothee Frölich, Ehre und Liebe. Schichten des Erzählens in der Laxdœla saga (= Europäische Hochschulschriften, Reihe 1, Deutsche Sprache und Literatur, Bd. 1447; zugl. Bochum, Univ.Diss., 1999), P. Lang, Frankfurt am Main et al., 2000
- Rolf Heller: Studien zum Aufbau und Stil der Laxdœla saga. In: Karl Gustav Ljunggren, et al. (Hrsg.): Arkiv för nordisk filologi (ANF). Folge 5, Band 19 (= Band 75 der Gesamtausgabe). C. W. K. Gleerups förlag, Lund 1960, S. 113–167 (mehrsprachig, journals.lub.lu.se [PDF] Walter Baetke zum 75. Geburtstag gewidmet).
- Rolf Heller, Anmerkungen zur Arbeit des Verfassers der Laxdœla saga. In: Sagnaskemmtun, Studies in Honour of Hermann Pálsson, herausgegeben von Rudolf Simek, Jónas Kristjánsson und Hans Bekker-Nielson, Wien, Köln, Graz, 1986:111-120.
- Rolf Heller, Laxdæla saga und Færeyinga saga, Alvíssmál 8, 1998:85.92.
- Jónas Kristjánsson, Eddas und Sagas. Die mittelalterliche Literatur Islands. Übertragen von Magnús Pétursson und Astrid van Nahl, H. Buske, Hamburg, 1994, S. 233f., S. 284–289.
- Claudia Müller: Erzähltes Wissen. Die Isländersagas in der Möðruvallabók (AM 132 fol.) (= Texte und Untersuchungen zur Germanistik und zur Skandinavistik, Bd. 47; zugl. Bonn, Univ.Diss., 1999), P. Lang, Frankfurt am Main, 2001.
- Rudolf Simek, Hermann Pálsson: Lexikon der altnordischen Literatur (= Kröners Taschenausgabe. Band 490). Kröner, Stuttgart 1987, ISBN 3-520-49001-3.
- Preben Meulengracht Sørensen: Norge og Island i Laxdœla saga. In: Preben Meulengracht Sørensen: At fortælle Historien. Telling History. Hesperides Triest 2001. ISBN 88-86474-31-8. S. 71–80.
- Jan de Vries, Altnordische Literaturgeschichte, Bd. 2, Berlin, 1967:363-369.